# Parafia Wszystkich Świętych w Białej
Parafia pw. Wszystkich Świętych w Białej - parafia należąca do dekanatu Trzcianka, diecezji koszalińsko-kołobrzeskiej, metropolii szczecińsko-kamieńskiej. Została utworzona w 1108 roku. Siedziba parafii mieści się przy ulicy Kościelnej 9.

## Miejsca święte

### Kościół parafialny
Kościół parafialny został zbudowany w 1792 roku, następnie przebudowany w XIX wieku, murowany.